# چاینا او برایان ۲
چاینا او برایان ۲ (به زبان انگلیسی: China O'Brien II) یک فیلم هنرهای رزمی محصول سال ۱۹۸۹ تولید استودیوی اورنج اسکای گلدن هاروست به کارگردانی رابرت کلوز است. بازیگران فیلم سینتیا روتراک، ریچارد نورتون و کیت کوک می‌باشند و دنباله‌ای بر فیلم چاینا او برایان (۱۹۸۸) می‌باشد.

## فیلمبرداری
قسمت‌هایی از فیلم در پارک سیتی، یوتا فیلمبرداری شده‌است.